# Jörg Plassen
Jörg Plassen (* 1968) ist ein deutscher Ostasienwissenschaftler, der zum koreanischen und chinesischen Buddhismus forscht und lehrt.

## Leben
Er erwarb 2000 den Dr. phil. an der Universität Hamburg. Von 2008 bis 2009 war er Professor (W2) für Koreanistik in Hamburg. Er lehrt als Professor für Religionen Ostasiens an der Ruhr-Universität Bochum.
Seine Forschungsschwerpunkte sind früher koreanischer Hwaŏm- und Samnon-Buddhismus im ostasiatischen Kontext, Literarische und pragmatische Dimensionen der buddhistischen Kommentarliteratur (insbes. Schreiben und Lesen als spirituelle Praktiken), religiöse Transferprozesse (insbes. Sinifizierung des Buddhismus, Wechselwirkungen zwischen Buddhismus und Taoism / Hsüan-hsüeh, Buddho-konfuzianische Interaktionen in Korea).

## Schriften (Auswahl)
- mit Marion Eggert: Kleine Geschichte Koreas. München 2018, ISBN 3-406-70057-8.